# Common Berthing Mechanism
 (septembre 2023).
Si vous disposez d'ouvrages ou d'articles de référence ou si vous connaissez des sites web de qualité traitant du thème abordé ici, merci de compléter l'article en donnant les références utiles à sa vérifiabilité et en les liant à la section « Notes et références ».
Pour les articles homonymes, voir CBM.

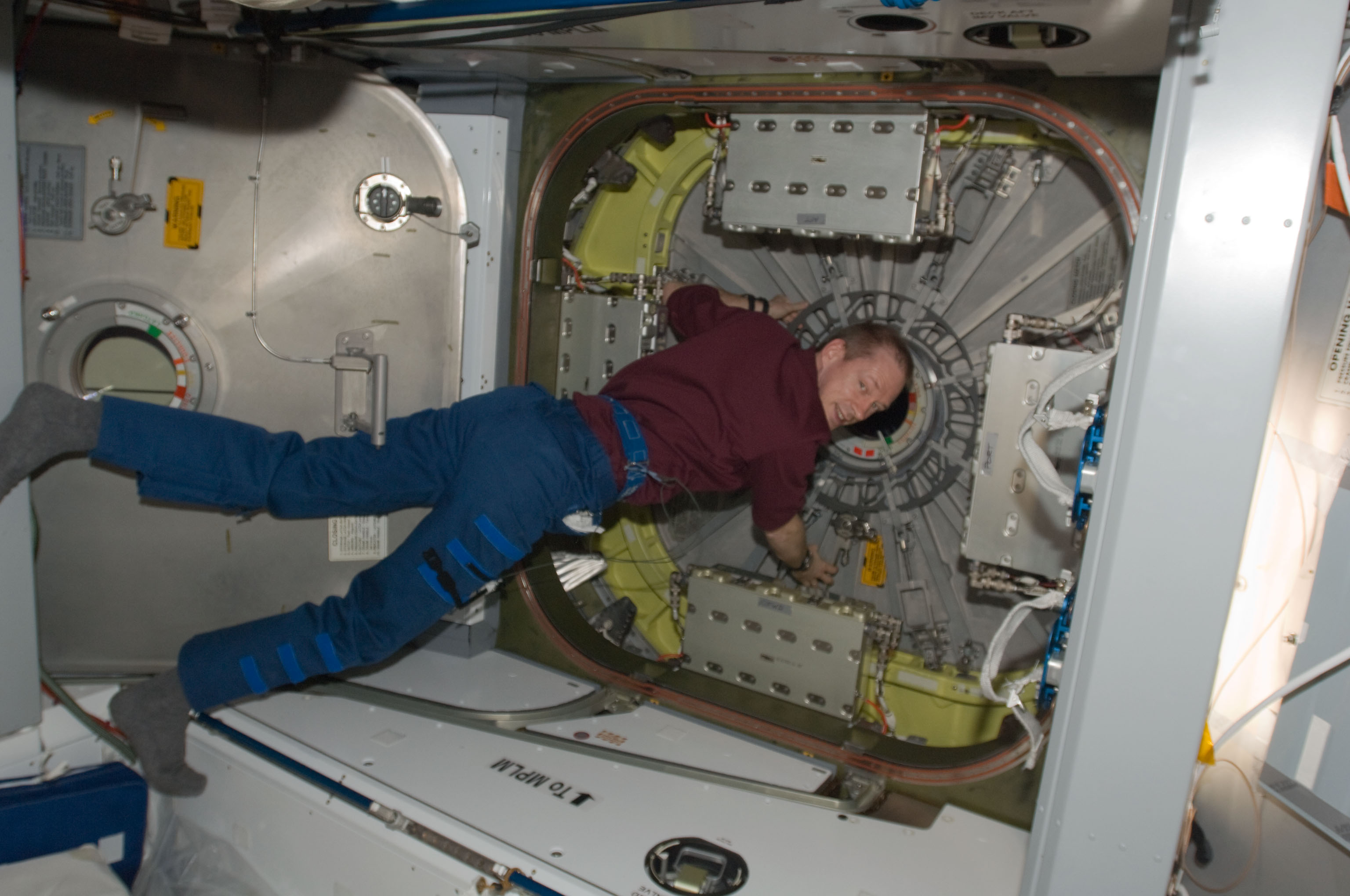
Écoutille de type CBM. À gauche la face interne appartenant à l'écoutille du module Harmony. À droite, en position fermée, la face externe de l'écoutille du vaisseau cargo HTV. La partie active est côté Harmony.

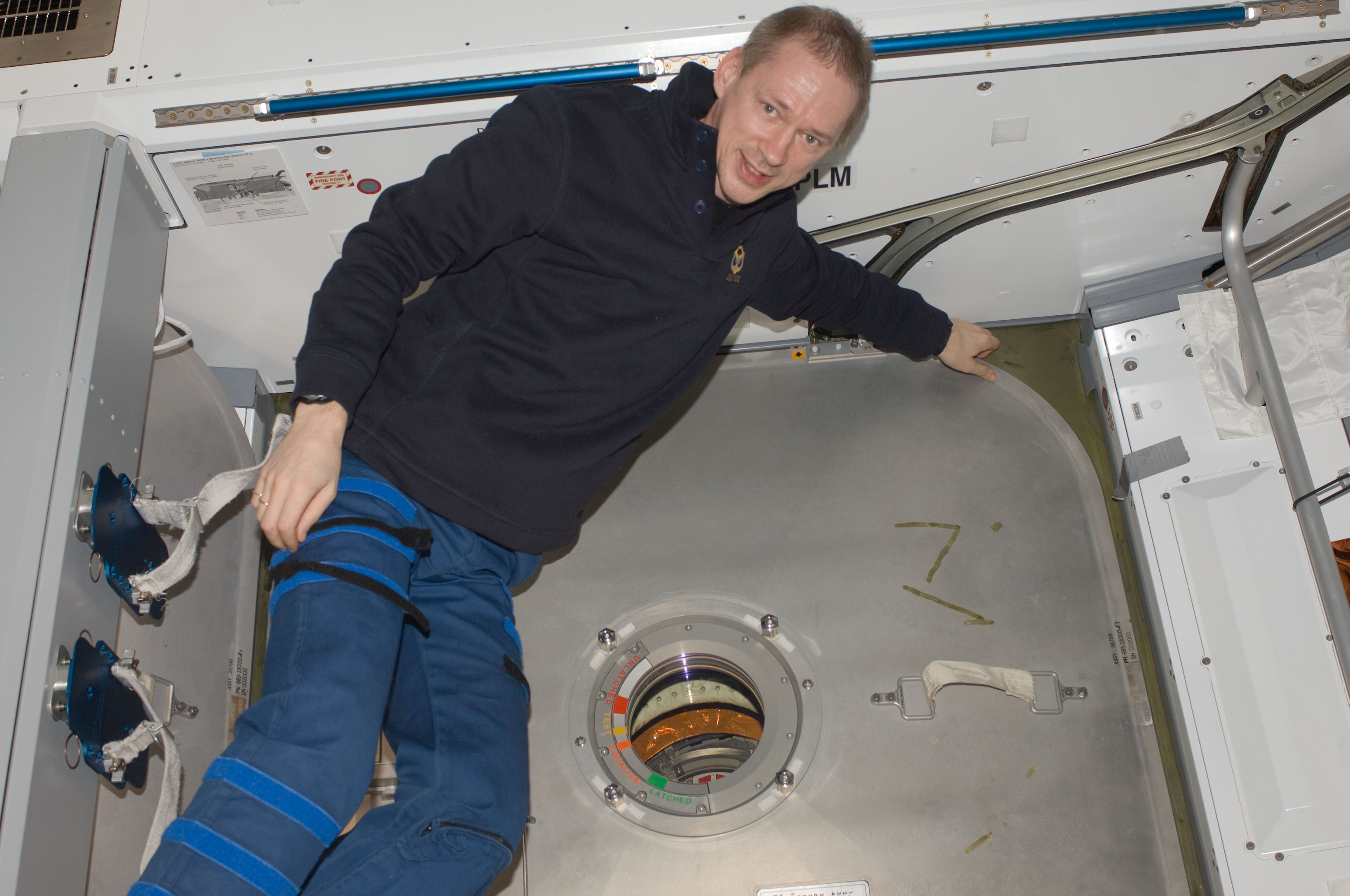
Écoutille sur le point d'être refermée.

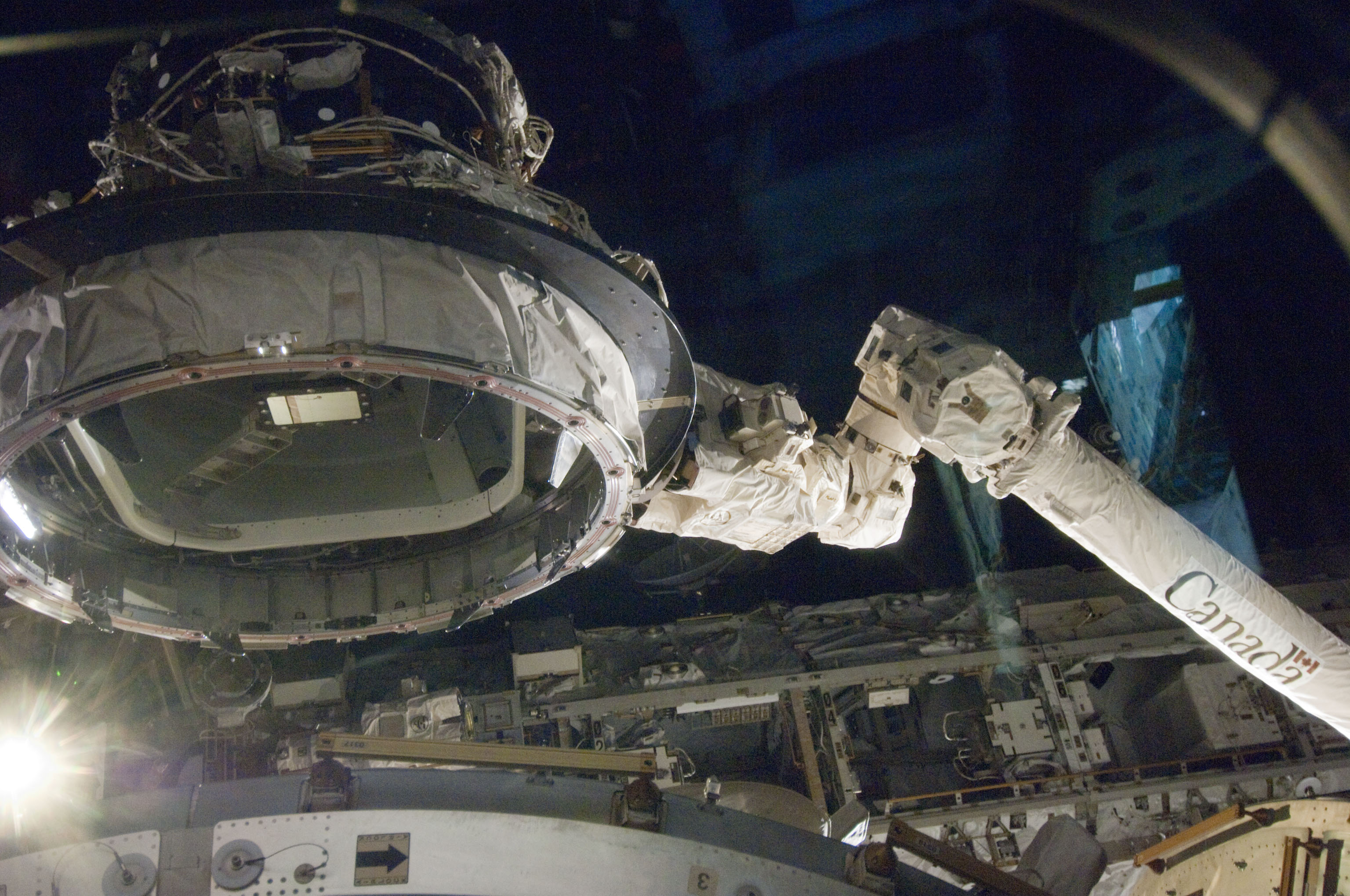
CBM passif du PMA-3 : on distingue l'anneau d'amarrage percé des 16 trous pour le boulonnage et les pétales qui prennent en charge le guidage.

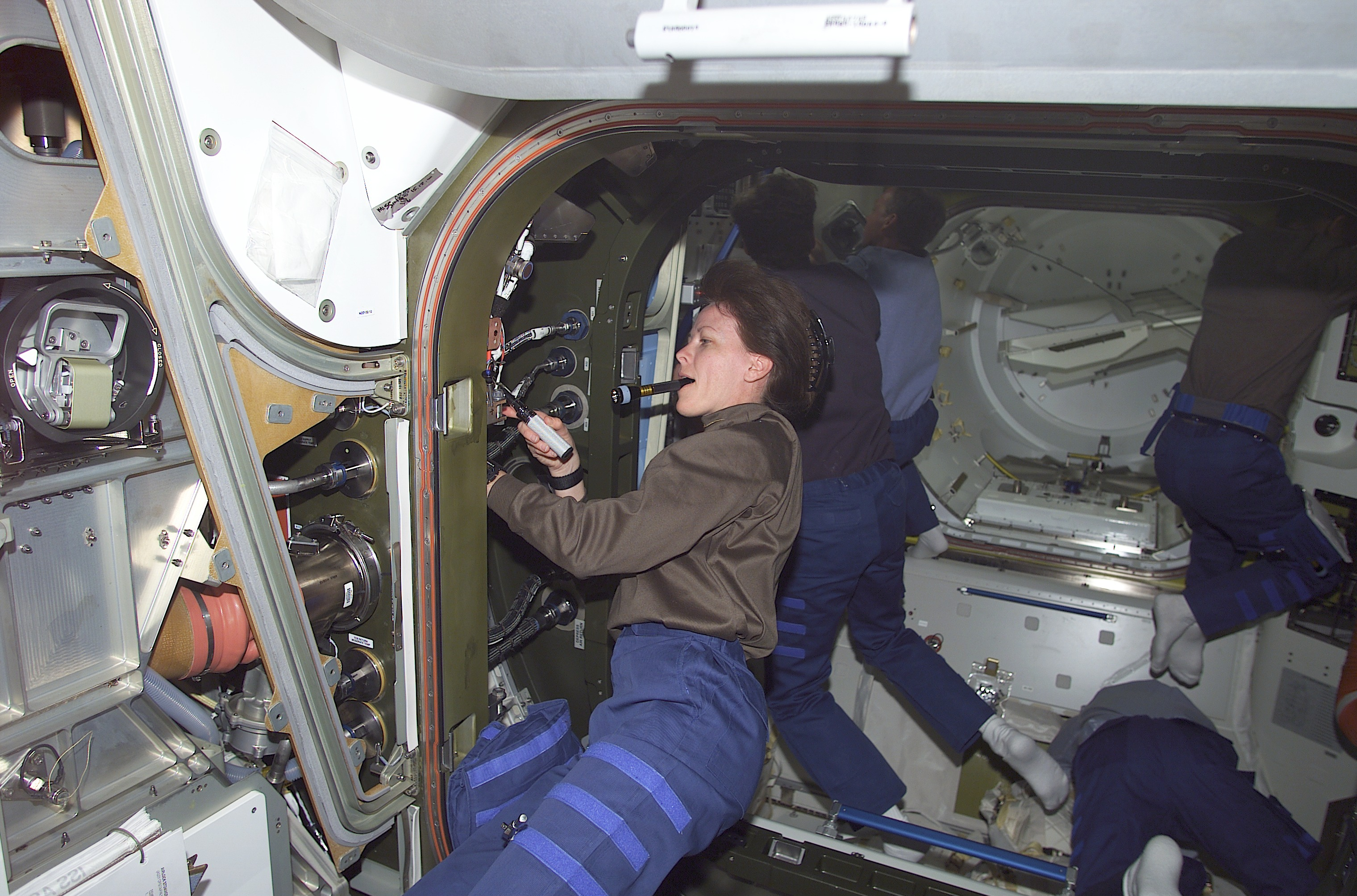
Mise en place des liaisons électriques et informatique entre Unity et Quest.

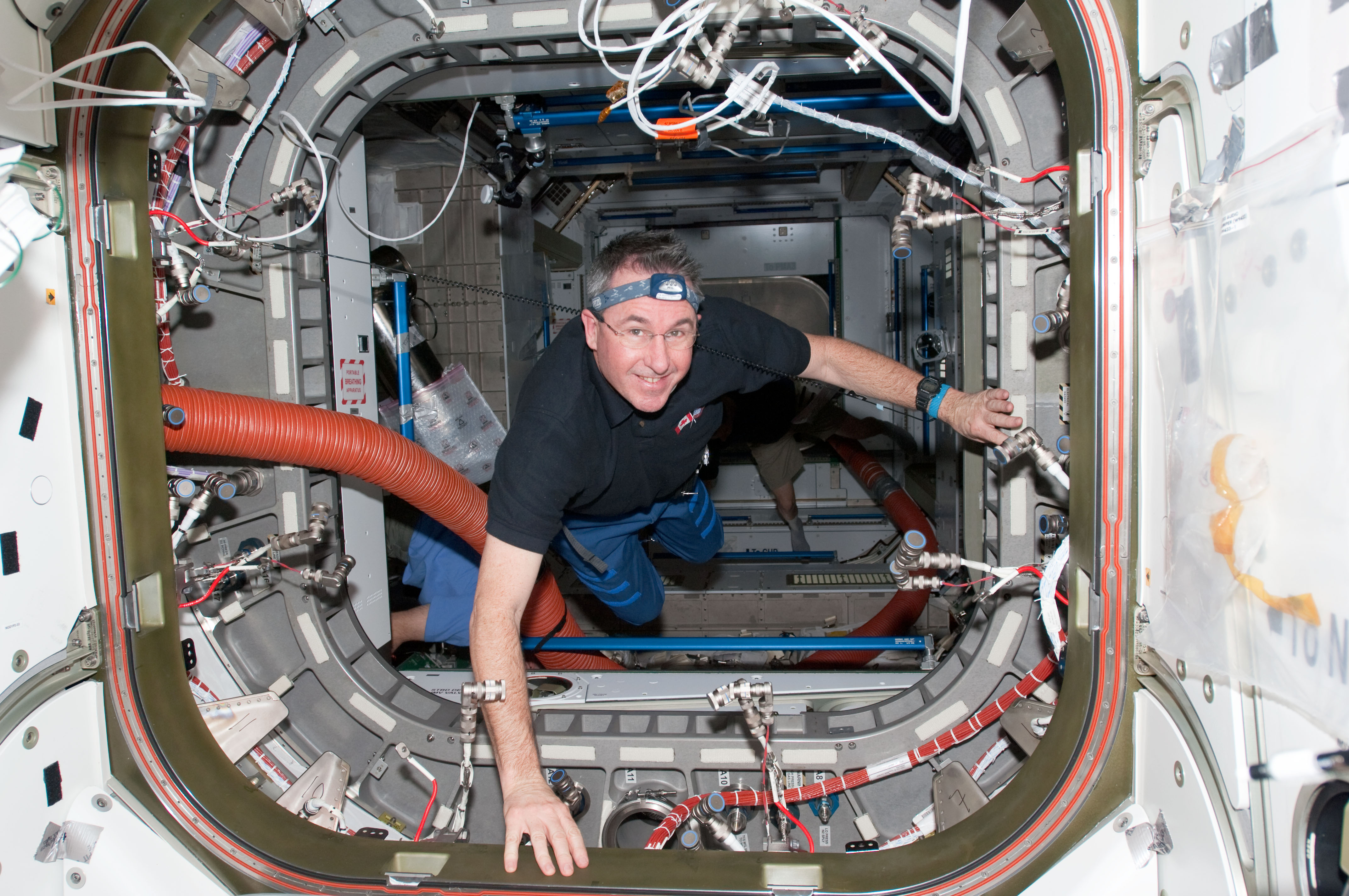
Les connexions entre Unity et Tranquility.

Le Common Berthing Mechanism (ou CBM) est un système d'amarrage utilisé pour connecter entre eux les modules du segment américain de la Station spatiale internationale. On le trouve également sur certains vaisseaux chargés de ravitailler la Station spatiale comme le vaisseau cargo japonais HTV et les vaisseaux de ravitaillement Cygnus et Dragon.

## Caractéristiques techniques
Le CBM est mis au point pour la Station spatiale internationale. C'est un système d'amarrage dissymétrique : la partie active (Active Common Berthing Mechanism ou ACBM) est constituée par un anneau d'amarrage sur lequel se situent 4 crochets qui assurent un premier assemblage et 16 boulons qui rigidifient l'ensemble. La partie passive (Passive Common Berthing Mechanism ou PCBM) reçoit les mécanismes d'accrochage. Les boulons sont flottants pour prendre en compte des écarts d'alignement et de dilatation. Sur la tranche de l'anneau d'amarrage qui doit être, après assemblage, jointive avec son homologue de l'autre module, un triple joint assure l'étanchéité de la liaison.
Au milieu et en retrait de l'anneau d'amarrage se trouve une ouverture, fermée par une écoutille qui a une forme carrée de 127 cm de côté : cette taille particulièrement généreuse permet de faire passer les armoires ISPR qui sont les plus gros équipements amovibles qui équipent la Station. L'ensemble du système est équipé de manière à permettre la mise en place rapide de plusieurs liaisons électriques, de télécommunications et informatiques ainsi que de canalisations porteuses de fluides. Contrairement aux systèmes d'amarrages existants, ces liaisons ne sont pas situées sur la tranche de l'anneau d'amarrage mais sur la périphérie de l'écoutille et doivent donc être mises en place manuellement. La taille des écoutilles constitue un atout essentiel pour la maintenance du segment américain de la Station. Le maintien de l'étanchéité a constitué un défi technique à la conception, car compte tenu de sa forme carrée et de sa taille, il s'exerce une poussée de 20 tonnes non uniforme sur l'écoutille, lorsque l'ouverture n'est pas occupée.
Le système d'amarrage CBM permet de disposer d'une ouverture de grande taille mais a une structure lourde et encombrante. Il est incompatible avec les autres systèmes d'amarrage existants qui sont tous beaucoup plus légers et occupent beaucoup moins d'espace : le système d'amarrage sonde-cône russe, le système d'amarrage périphérique androgyne utilisé par la navette spatiale américaine et le NASA Docking System système d'amarrage mis au point pour les futurs vaisseaux spatiaux américains. Pour que la navette spatiale américaine puisse s'amarrer à la Station spatiale, le module d'accouplement pressurisé est mis au point : il s'agit d'un tunnel coudé dont une extrémité dispose d'un système d'amarrage CBM et l'autre un système d'amarrage périphérique androgyne.

## Séquence d'amarrage
L'accouplement de deux modules équipés d'un système d'amarrage CBM est éventuellement préparé par une sortie extravéhiculaire puis l'assemblage est effectué au moyen des bras robotisés de la Station (Canadarm 2) ou de la navette spatiale (Canadarm), enfin l'assemblage est achevé par une sortie extravéhiculaire qui permet la mise en place des liaisons entre les deux modules situées à l'extérieur.
Le module à assembler est rapproché de la Station spatiale à l'aide d'un des bras robotisés. Avant le début de l'accouplement les quatre pétales qui protègent l'anneau d'amarrage de la Station sont placés en position ouverte. Lorsque les deux modules assemblés ne sont plus qu'à quelques centimètres l'un de l'autre, quatre guides d'amarrage fixés sur le CBM actif et huit guides situés le CBM passif interagissent de manière à faire coïncider parfaitement les deux anneaux d'amarrage. Une fois que les anneaux d'amarrage sont joints, quatre crochets solidarisent l'ensemble. Ensuite les 16 vis situés de manière équidistante sur le pourtour de l'anneau d'amarrage sont serrées par un dispositif intégré de manière progressive pour prendre en compte les phénomènes de dilatation dus aux différences de température initiales des surfaces en contact. La force de serrage est portée à 9 tonnes de manière progressive sur une période de 12 heures. Les circuits de régulation thermique externes des deux modules, dans lesquels circulent de l'ammoniac, sont raccordés. D'autres travaux à l'extérieur sont parfois nécessaires : déplacement d'une caméra ou d'un revêtement externe. À l'intérieur des modules pressurisés, les liaisons électriques, informatiques et les canalisations de fluides entre les deux modules sont raccordés. Une protection est installée sur le pourtour du passage situé entre les écoutilles des deux modules car l'anneau d'amarrage déborde largement l'écoutille.

## Modules et vaisseaux équipés du CBM
Les modules de la Station spatiale qui utilisent le CBM, ont des configurations variables :
- Les trois modules pressurisés, de type nœud (Unity, Harmony et Tranquility) comportent sur leur partie axiale un port d'amarrage actif et un passif sauf Unity qui a deux ports d'amarrage actif; chaque nœud dispose par ailleurs de 4 autres ports tous de type actif.
- Le laboratoire Columbus, le module sas Quest et le segment de poutre Z1 ont un seul port d'amarrage passif
- Les laboratoires Destiny et Kibō ont un port d'amarrage actif et un passif.

Ce système d'amarrage est également utilisé par le vaisseau cargo japonais HTV et le module logistique multi-usages de la navette spatiale américaine qui permet de transporter du fret dans une soute pressurisée, ainsi que les vaisseaux de ravitaillement Cygnus et Dragon. Par contre le vaisseau Orion utilise le système NASA Docking System.

## Galerie

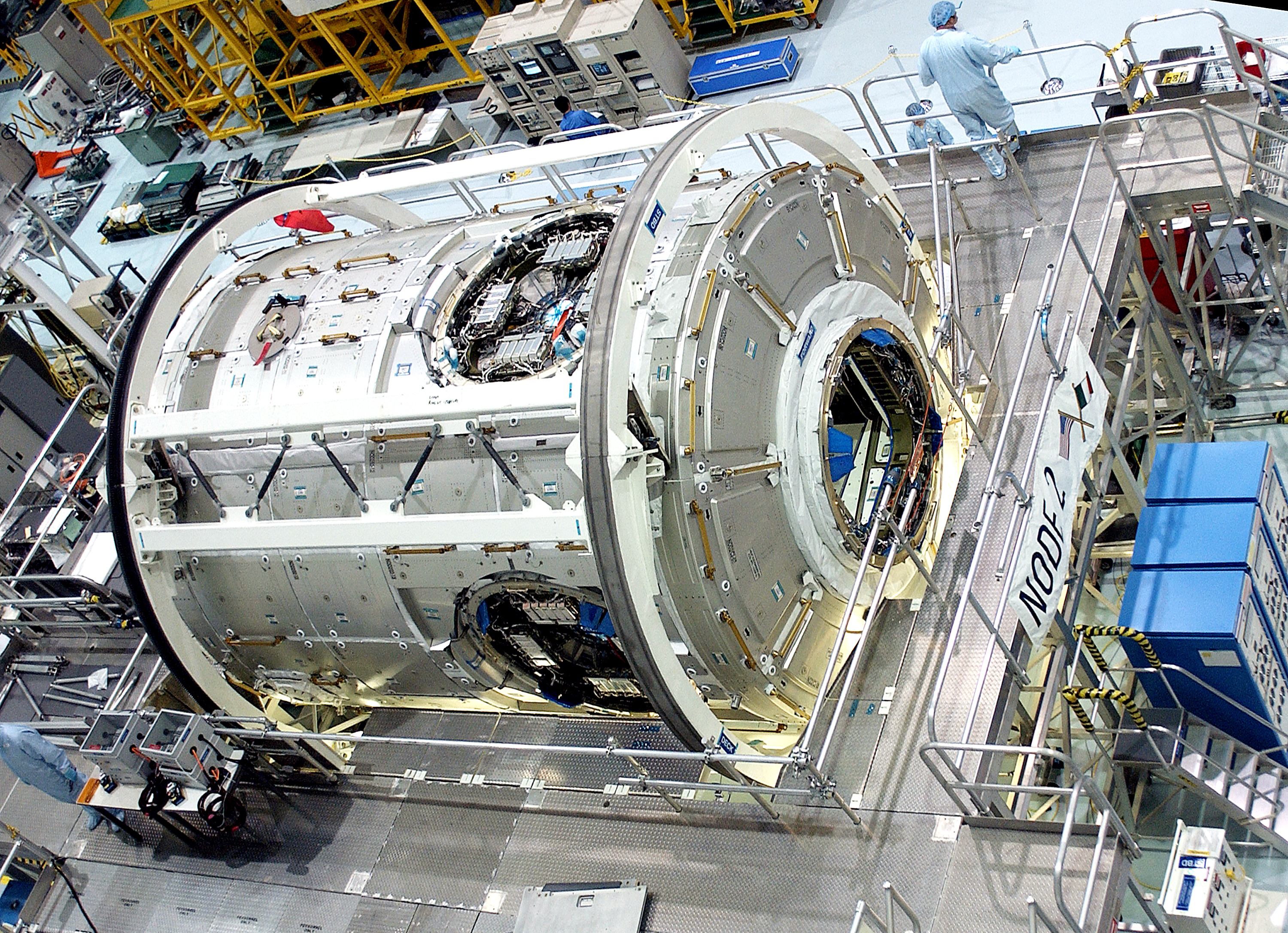
Le module de type nœud Harmony avec 3 de ses 6 ports d'amarrage visibles.
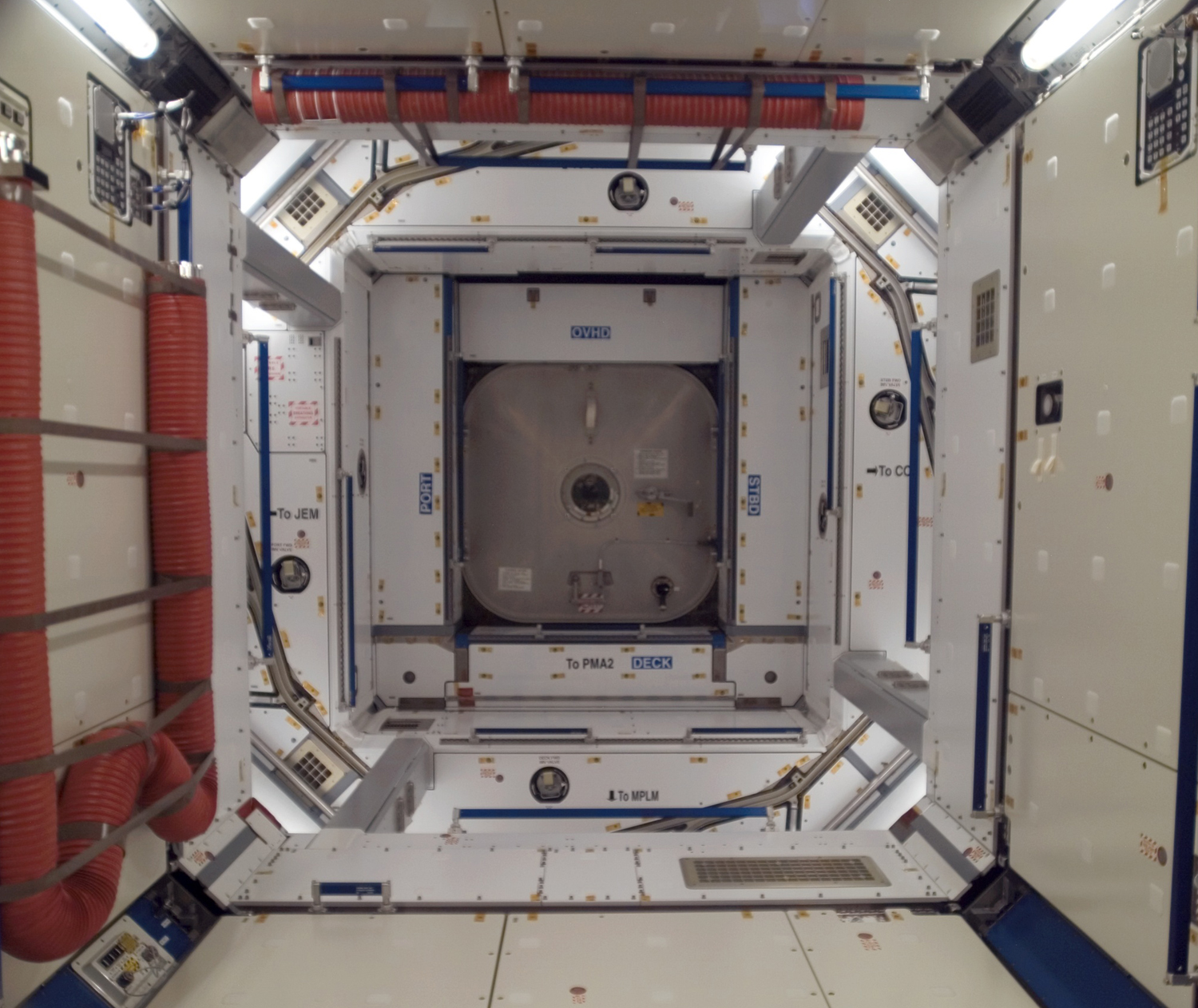
L'intérieur du nœud Harmony : on distingue au fond le port d'amarrage axial (écoutille fermée) et les 4 rails sur lesquels coulissent les écoutilles des quatre ports situés sur les côtés du module.

## Source
- (en) Cet article est partiellement ou en totalité issu de l’article de Wikipédia en anglais intitulé « Common berthing mechanism » (voir la liste des auteurs).